# Brachypterona grisea
Brachypterona grisea är en insektsart som beskrevs av Lindberg 1954. Brachypterona grisea ingår i släktet Brachypterona och familjen dvärgstritar. Inga underarter finns listade i Catalogue of Life.